# Liphistius desultor
Liphistius desultor är en spindelart som beskrevs av Jørgen Matthias Christian Schiødte 1849. Liphistius desultor ingår i släktet Liphistius och familjen ledspindlar. Inga underarter finns listade i Catalogue of Life.